# سفارة فنزويلا في النمسا
سفارة فنزويلا في النمسا هي أرفع تمثيل دبلوماسي لدولة فنزويلا لدى النمسا. تقع السفارة في فيينا وهي تهدف لتعزيز المصالح الفنزويلية في النمسا.

## وصلات خارجية
- قائمة سفارات فنزويلا
- قائمة السفارات في النمسا